# Ustrój polityczny Rwandy

## Organizacja państwa
- Ustrój: republika
- Władze: głową państwa jest prezydent, (obecnie: Paul Kagame), wybierany w głosowaniu powszechnym co 5 lat (na podstawie konstytucji z 1991), parlament jednoizbowy (Narodowa Rada Rozwoju), składa się z  70 członków, kadencja 5-letnia. Na czele rządu stoi  premier (obecnie: Pierre Damien Habumuremyi), powoływany przez prezydenta. W 1994 w miejsce parlamentu powołano Tymczasowe Zgromadzenie Narodowe (Assemblée Nationale de Transition), liczące 77 członków, reprezentujących 8 głównych partii politycznych.

- Hymn: Ruanda rwacu
- Flaga: Z dniem 31 XII 2001 r. zmieniono dotychczasową flagę Rwandy, która miała tradycyjne barwy panafrykańskie (czerwono-żółto-zielone) i dużą literę R oznaczającą nazwę kraju.  Po krwawej wojnie domowej pomiędzy zwaśnionymi plemionami Tutsi i Hutu, nowa flaga ma nawoływać do zgody narodowej. Pas niebieski symbolizuje pokój i szczęście, a umieszczone na nim słońce - jedność i równość. Środkowy pas żółty oznacza rozwój ekonomiczny, a pas zielony - pomyślność kraju.
- Święto narodowe: 1 lipca (rocznica proklamowania niepodległości 1962)